# West Jordan
West Jordan is een plaats (city) in de Amerikaanse staat Utah, en valt bestuurlijk gezien onder Salt Lake County.

## Demografie
Bij de volkstelling in 2000 werd het aantal inwoners vastgesteld op 68.336.
In 2006 is het aantal inwoners door het United States Census Bureau geschat op 94.309, een stijging van 25973 (38,0%).

## Geografie
Volgens het United States Census Bureau beslaat de plaats een oppervlakte van
80,0 km², geheel bestaande uit land.

## Plaatsen in de nabije omgeving
De onderstaande figuur toont nabijgelegen plaatsen in een straal van 8 km rond West Jordan.